# Городенківська міська територіальна громада
Городенківська міська громада — територіальна громада в Україні, в Коломийському районі Івано-Франківської області. Адміністративний центр — м. Городенка.
Площа громади — 622,0 км², населення — 44 746 осіб (2022)    ￼￼- 2022 - 44,970

## Населені пункти
У складі громади 1 місто (Городенка) і 39 сіл: Вербівці, Виноград, Хвалибога, Вікно, Глушків, Городниця, Передівання, Котиківка, Лука, Монастирок, Уніж, Михальче, Білка, Незвисько, Воронів, Олієво-Королівка, Новоселівка, Олієво-Корнів, Острівець, Рогиня, Поточище, Раковець, Семенівка, Рашків, Якубівка, Росохач, Прикмище, Семаківці, Серафинці, Слобідка, Сороки, Стрільче, Пробабин, Тишківці, Топорівці, Торговиця, Чернятин, Чортовець, Ясенів-Пільний.